# Uzein
Uzein (okzitanisch: Usenh) ist eine französische Gemeinde im Département Pyrénées-Atlantiques mit 1.320 Einwohnern (Stand: 1. Januar 2022) in der Region Nouvelle-Aquitaine. Administrativ ist sie dem Kanton Lescar, Gave et Terres du Pont-Long (bis 2015: Kanton Lescar) und dem Arrondissement Pau zugeteilt. Die Einwohner werden Uzinois genannt.

## Geografie
Uzein liegt am Fuß der Pyrenäen zwölf Kilometer nordnordwestlich von Pau im Weinbaugebiet Béarn. Umgeben wird Uzein von den Nachbargemeinden Momas im Norden, Aubin im Norden und Nordosten, Caubios-Loos im Nordosten, Sauvagnon im Osten, Lescar im Süden, Poey-de-Lescar im Südwesten, Bougarber im Westen sowie Viellenave-d’Arthez im Nordwesten.
Am Westrand der Gemeinde führt die Autoroute A65 entlang.

## Bevölkerungsentwicklung
| Jahr                      | 1936 | 1946 | 1954 | 1962 | 1968 | 1975 | 1982 | 1990 | 1999 | 2006 | 2013 |
| ------------------------- | ---- | ---- | ---- | ---- | ---- | ---- | ---- | ---- | ---- | ---- | ---- |
| Einwohner                 | 418  | 417  | 409  | 418  | 457  | 444  | 534  | 739  | 818  | 1148 | 1297 |
| Quelle: Cassini und INSEE |      |      |      |      |      |      |      |      |      |      |      |

## Sehenswürdigkeiten
- Kirche Saint-Germain-d’Auxerre aus dem Jahre 1855

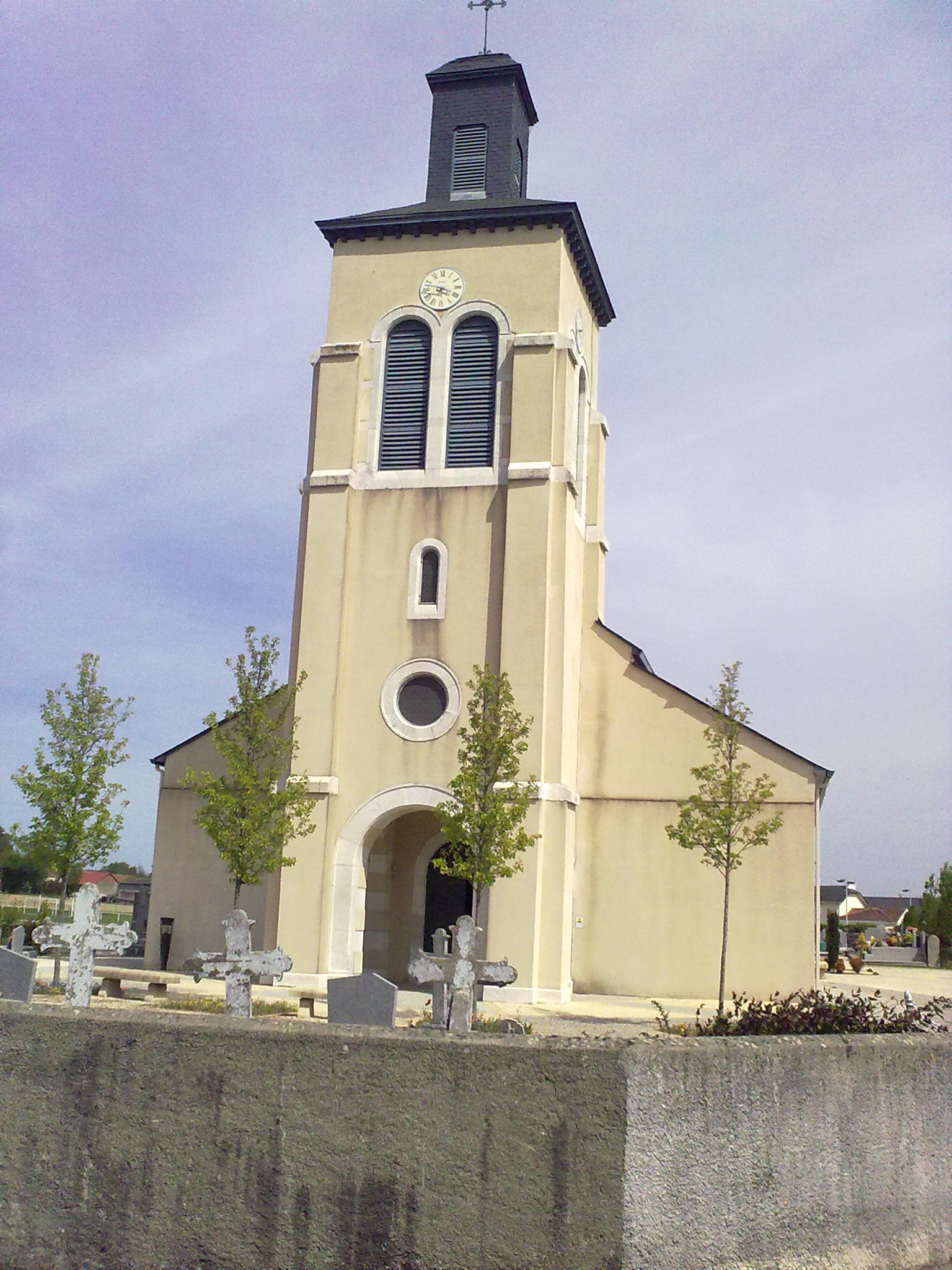
Kirche Saint-Germain-d’Auxerre